# نقش شیر کاخ آپادانای شوش
نقش شیر کاخ آپادانای شوش یکی از آثار باستانی متعلق به دوران هخامنشیان، داریوش بزرگ است. آجرهای این اثر از آجرهای قالبی ساخته شده‌است. نقش برجسته آجری شیر کاخ آپادانای شوش در کاخ داریوش بزرگ (داریوش اول) واقع در شوش قرار دارد. این اثر متعلق به ۵۱۰ سال پیش از میلاد است. این دیواره در موزه لوور نگهداری می‌شود.